# Hillbilly
Hillbilly je naziv koji se koristi za varijante američke country glazbe, u kojima su utjecaji "kultiviranije" glazbe kakvu običavaju svirati obrazovani glazbenici slabo osjeća.
Riječ "hillbilly" je izvorno nastala kao termin - često na pogrdni način korišten - za stanovnike brdskih područja istoka (u prvom redu Apalačko gorje) i središnjeg dijela SAD (riječ nosi konotacije na presjeku riječi "brđani" i "seljačine"). Stoga je krajem 1940.-ih godina glazbena industrija u SAD organizirano prestala koristiti naziv "hillbilly music" ("seljačka glazba") i počela koristiti termin "country music" ("seoska glazba").
Danas će se stoga često nazvati hillbilly glazbom ona country glazba koja je nastajala do kraja 1940.-ih godina.
Riječ je o glazbi u kojoj se tipično koriste violina, bendžo, mandolina i gitara, kojima se izvodi glazba za različite folklorne plesove, balade i druge pjesme i u kojima se najviše osjećaju utjecaji folklorne glazbe iz Irske, Velike Britanije, Skandinavije i Sjeverozapadne Europe, u stanovitoj mjeri i afrički utjecaji; u SAD će takvu glazbu nazvati također i "old-time music" ("starinska glazba").
Hillbilly glazba je presudno utjecala na razvoj rockabillya i, posljedično, cjelokupnog rocka.

## Vanjske poveznice
- Izvedba hillbilly pjesme "Cluck Old Hen", Berkelee Commencement 2012.
- Izvedba "The Man of Constant Sorrow", Alison Krauss and Union Station, pristupljeno 26.10.2013.
- Dan Tyminski "The Boy Who Wouldn't Hoe Corn", pristupljeno 26.10.2013.
- Tim Ericksen i Cassie Franklin "Am I Born to Die", pristupljeno 26.10.2013.
- Earl Scruggs and Lester Flatt "Cripple Creek", pristupljeno 26.10.2013.